# Ahnenblatt
Ahnenblatt ist ein Windows-Programm für Computergenealogie.
Eingegebene genealogische Daten werden in einem proprietären Dateiformat abgelegt, das jedoch in andere Formate umgewandelt werden kann. Ahnenblatt unterstützt u. a.  weitgehend das alte GEDCOM-Format, jedoch nicht vollständig. Ab der Version 3.0 ist die Software kostenpflichtig. Ältere noch erhältliche Versionen (aktuell 2.99p) sind kostenfrei. Die Zielgruppe des 32-bit Programms sind Anfänger in der Genealogie. Hierfür hat das Programm zwei Modi, im einfachen Modus werden die Anwender an die Hand genommen und von komplexeren Möglichkeiten befreit. Für eingearbeitete Anwender gibt es einen vollständigen Modus, der etwas mehr Gestaltungsfreiheiten bietet.

## Funktionen
- Einfache Dateneingabe in übersichtlichen Eingabedialog inklusive Quellangaben, Anmerkungen und Bilder
- Navigator zur anschaulichen Darstellung und Auswahl von Personen, ausschließlich Vorfahrenansicht
- Import von GEDCOM-Dateien aller bekannten Variationen (ANSI, ASCII, Unicode, UTF-8, ANSEL), allerdings nur bis Version.5.5.1
- Export in verschiedene Formate, zum Beispiel GEDCOM (nur in Version 5.5.1), TinyTafel, XML-Format, CSV-Format, WinHelp-Format, dabei können einzelne Daten verloren gehen (Aufgaben, Merkliste etc.).
- Erstellung von Webseiten mit Personenbildern (einzelne HTML-Seite oder komplettes Webarchiv)
- Ausdruck von Ahnen- und Stammlisten mit Vorschaubildern und umfangreichen Optionen, zum Beispiel Vaterlinie, Mutterlinie, Spitzenahnen etc.
- Ausdruck von Stamm- und Nachfahrentafeln in verschiedenen Druckformaten
- Druckmöglichkeit in Posterformaten, nur eine Seite mit Größenbeschränkung von PDF und JPG
- Export aller Listen in diverse Dateiformate wie Word, AmiPro, RTF, ASCII, LaTeX usw.
- Volltextsuche über alle Personen und Einträge, bei großen Datensammlungen jedoch extrem langsam da keine Datenbank und 32-bit
- Plausibilitätsprüfung zum Aufspüren von offensichtlichen Eingabefehlern
- Zusammenfügen unterschiedlicher Ahnendateien, jedoch mit Fehlern bei den RINs
- Portable Version – startet von USB-Stick ohne Installation
- Unicode-Unterstützung (für internationale Sonderzeichen und Schriften)
- Plug-in-Möglichkeit ohne Unterstützung durch Programm und ohne Änderung der Laufzeitdaten

Die kostenpflichtige Version 3.0 erhielt folgende Verbesserungen und Ergänzungen:
- überarbeiteter Eingabedialog (mehr Ereignisse, mehr Details, weniger Abstürze)
- rudimentäre Quellenverwaltung
- Adressverwaltung
- Aufgabenverwaltung
- Update-Suche (manuell/automatisch), funktioniert nicht zuverlässig
- Option „Kennzeichen hinter Namen“ (Optionen/Textbausteine)
- Liste „Familienfakten“ als Übersicht der eigenen Ahnenforschung
- zusätzliche englischsprachige Programmhilfe

Die kostenpflichtige Version 4.0 erhielt folgende Verbesserungen und Ergänzungen:
- Merkliste
- Karten in der Ortsverwaltung, nur zum Finden der Orte, nicht zum Anzeigen vorhandener Ahnenorte
- rudimentäre Vorfahren-, Nachfahren- und Familienbücher, sehr begrenzte Einflussnahme und noch sehr fehlerbehaftet. Nachbearbeitung in Word unumgänglich.

## Sonstiges
Das Programm wurde erstmals im Februar 2001 veröffentlicht. Es ist in 30 Sprachen erhältlich. Aktuell (2024) ist es unter Windows ab Vista lauffähig. Die gekauften Lizenzen für die 3.x Versionen sind unter Ahnenblatt 4.x nicht mehr gültig und müssen kostenpflichtig erneuert werden. Version 4 enthält nun auch rudimentäre Buchfunktionen. Weiterhin wird auch unter Ahnenblatt 4 der neue GEDCOM 7 Standard weder lesend noch schreibend unterstützt. Für die 3er Version wird es laut Programmierer keine Updates mehr geben. Zum Download angeboten werden ein Installer, eine portable (ZIP-Datei) und eine spezielle PortableApps-Variante. Das unabhängige Anwenderportal www.Ahnenblattportal.de wurde vom Programmierer von Ahnenblatt Dirk Böttcher übernommen. Einen eigenen Support hat Ahnenblatt nicht, Unterstützung erhält man vom Programmierer oder anderen Anwendern im Portal. Änderungen in den Daten können auch in der Version 4 weder rückgängig gemacht noch nachvollzogen werden, da es keine Protokollierung der Änderungen gibt. Die Bearbeitung mehrerer Anwender am selben Datensatz, z. B. innerhalb der Familie, wird nicht unterstützt und sogar davon abgeraten, da dies zu Datenverlust führt.

## Screenshots

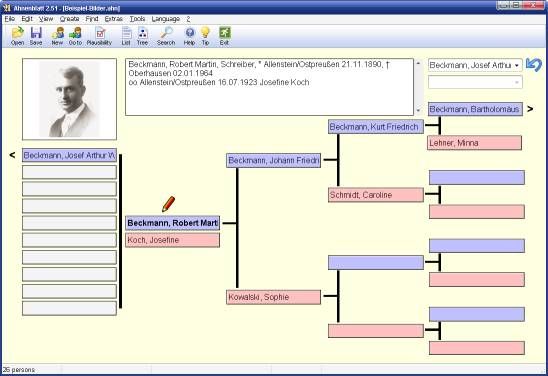
Ahnenblatt-Navigator
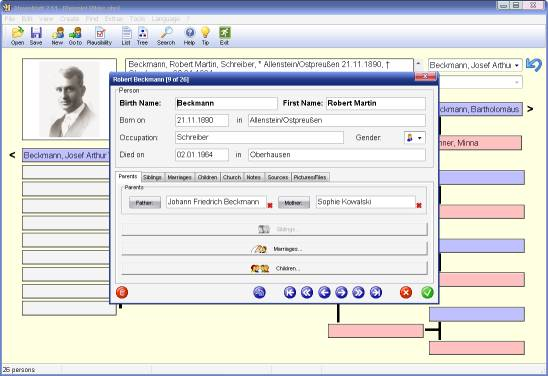
Erfassungsmaske für Personen
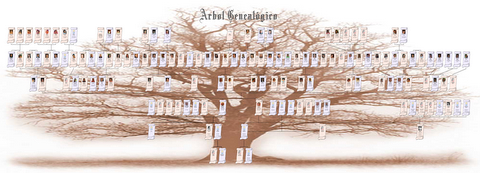
Ahnenblatt Family Tree
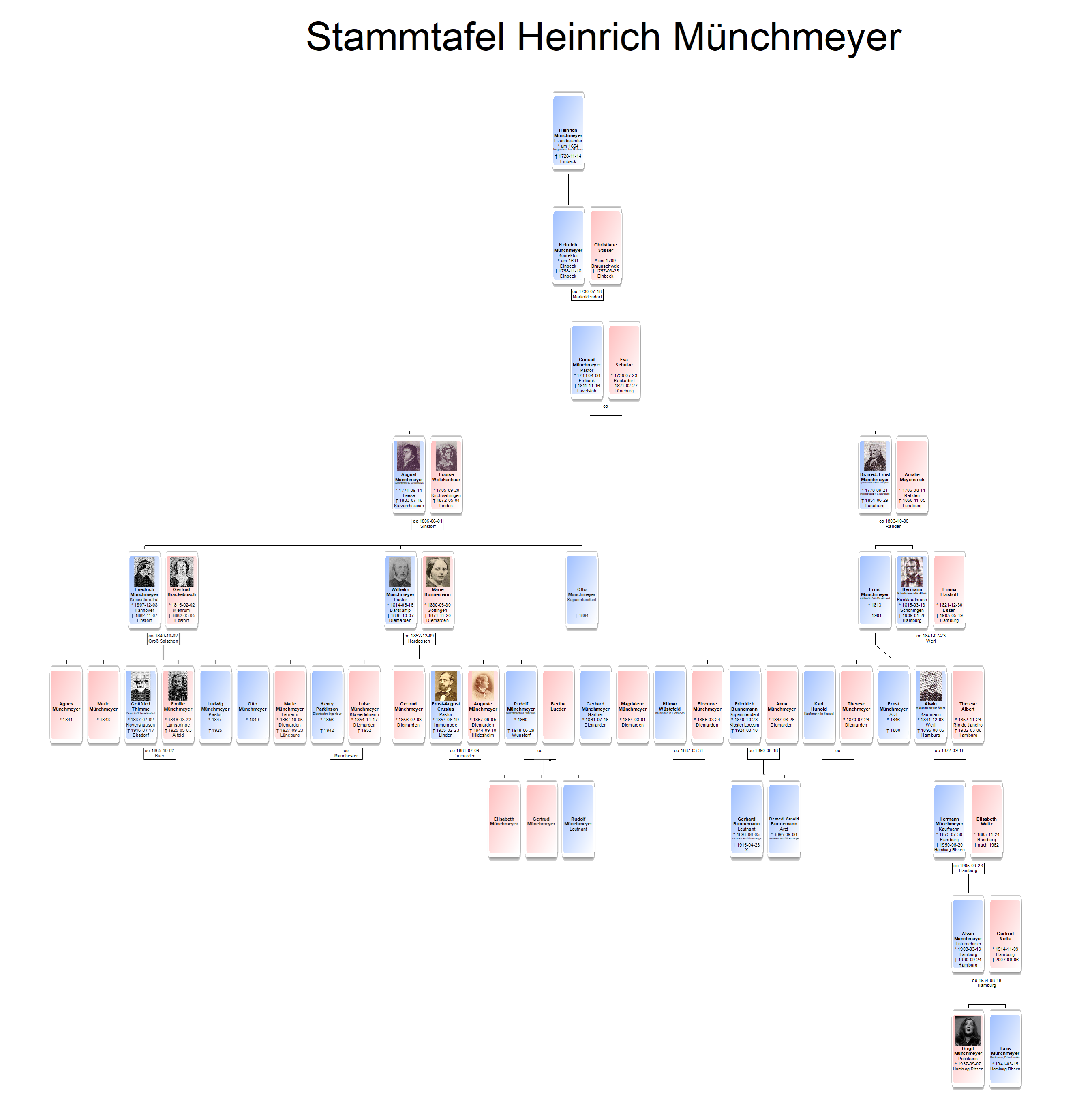
Stammtafel von Heinrich Münchmeyer

## Auszeichnungen
- 2016 Users Choice Awards von GenSoftReviews